# Eric van der Luer
Eric van der Luer (Maastricht, 16 agosto 1965) è un ex calciatore olandese.

## Palmarès

### Giocatore

#### Competizioni nazionali
- Coppa dei Paesi Bassi: 2

Roda JC: 1996-1997, 1999-2000